# Порто Алегре
Порто Алегре (порт. Porto Alegre, „весела лука“) град је у Бразилу и главни град државе Рио Гранде до Сул. Према процени из 2007. у граду је живело 1.420.667 становника. Са 3,8 милиона становника у ширем градском подручју, то је један од највећих градова Бразила, економски и културни центар југа земље. 
Порто Алегре је удаљен 1063 km од Буенос Ајреса, 890 km од Монтевидеа и 1109 km од Сао Паула. 
Упоредна студија УН је утврдила да је Порто Алегре град са најбољим квалитетом живота међу великим градовима Латинске Америке. 
Град је настао као лука на месту где се пет река улива у језеро (по некима реку) Гујаба, које је део Лагуне Патос (Lagoa dos Patos). 
Порто Алегре су 26. марта 1772. основали Португалци са Азора. Званично је постао град 1809. У 19. веку овде су се доселили многи немачки, пољски и италијански емигранти.

## Становништво
Према процени из 2007. у граду је живело 1.420.667 становника.
| 1991.     | 2000.     | 2010.     |
| --------- | --------- | --------- |
| 1.263.403 | 1.360.590 | 1.409.351 |

## Партнерски градови
- Каназава
- Порталегре
- Пунта дел Есте
- Салихли
- Рибеира Гранде
- Санкт Петербург
- Буенос Ајрес
- Суџоу
- Ла Плата
- Морано Калабро
- Натал
- Сен Дени
- Париз